# Billy Preston (cestista)
Billy Dewon Preston jr. (Redondo Beach, 26 ottobre 1997) è un cestista statunitense.

## Palmarès

### Squadra
- Coppa di Bosnia ed Erzegovina: 1

Igokea: 2018

### Individuale
- McDonald's All-American Game (2017)
- Jordan Brand Classic (2017)